# Corps franc danois
Le Corps franc danois (danois : Frikorps Danmark) est un corps franc volontaire danois créé par le parti national-socialiste danois (DNSAP) en coopération avec l'Allemagne nazie pour combattre l'Union soviétique pendant la Seconde Guerre mondiale.
Le 29 juin 1941, quelques jours après l'invasion allemande de l'Union soviétique, le journal Fædrelandet du DNSAP proclama la création du corps. Sa formation a ensuite été approuvée par le gouvernement danois démocratiquement élu, qui a autorisé les officiers de l'armée danoise à rejoindre l'unité. Le corps a été dissous en 1943. Au cours de la guerre, environ 6 000 Danois ont rejoint le corps, dont 77 officiers de l'armée royale danoise.

## Établissement

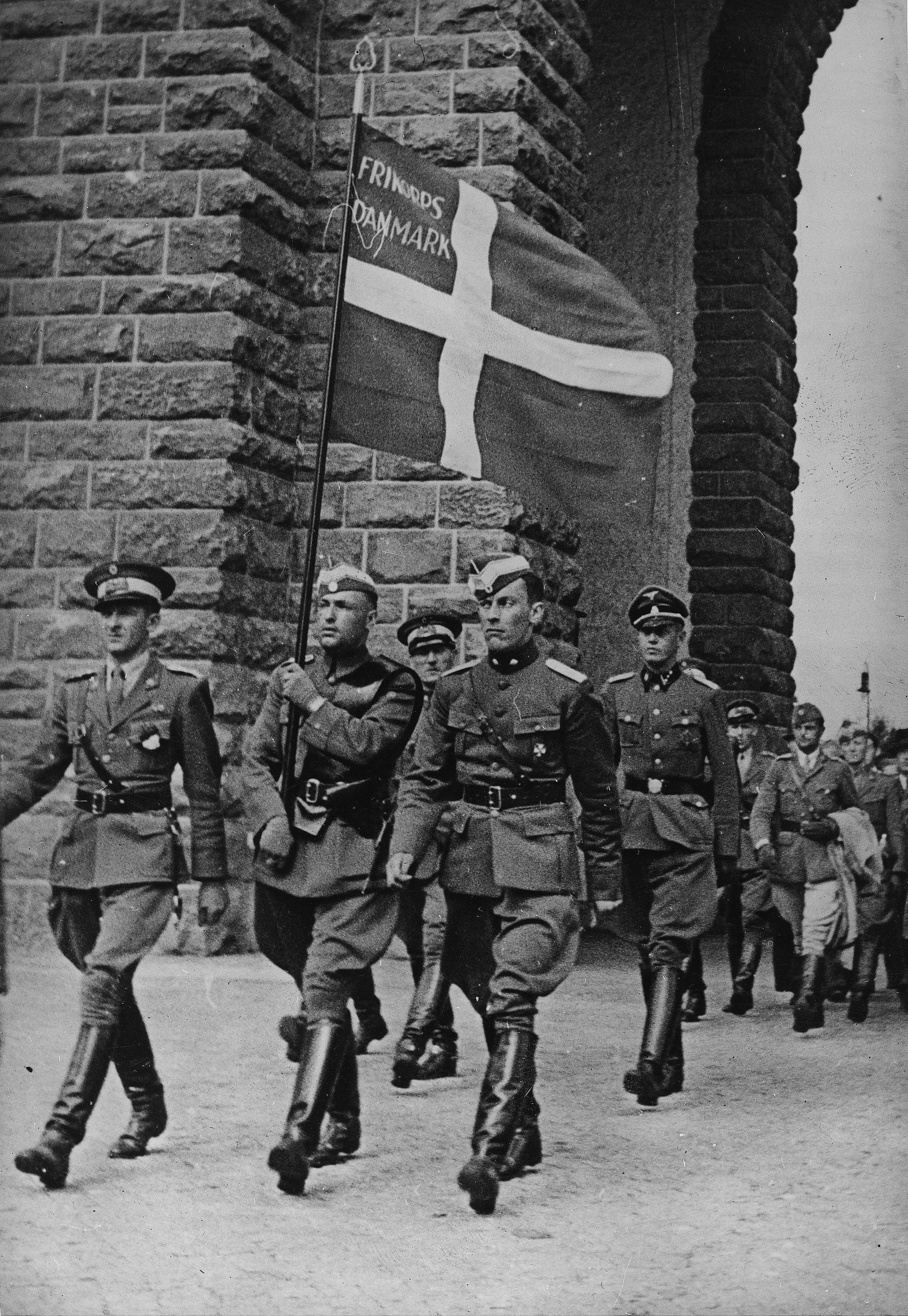
Le Corps franc danois paradant en Allemagne en 1941.

Le Danemark avait signé un traité de non-agression avec l'Allemagne nazie en 1939. L'Allemagne a invoqué ce traité le 9 avril 1940 en ordonnant l'occupation militaire du Danemark sous prétexte de protéger les Danois d'une invasion britannique. Face à un éventuel bombardement aérien allemand, le roi Christian X et le gouvernement danois ont accepté la « protection du Reich » et autorisé « l'occupation pacifique » du pays en échange d'une indépendance politique nominale. Les Danois ont commencé une politique de collaboration incluant le soutien diplomatique et économique de l'Allemagne. Cecil von Renthe-Fink, diplomate allemand, a été accrédité auprès du roi et du gouvernement danois en tant que Reichsbevollmächtigter (« plénipotentiaire du Reich ») et chargé de superviser le gouvernement danois.
Au début de l'invasion allemande de l'Union soviétique en 1941, l'Allemagne a demandé au Danemark de former un corps militaire pour combattre aux côtés des Allemands contre les Soviétiques. Le 29 juin 1941, sept jours après le début de l'invasion, le journal du parti nazi danois Fædrelandet (« La patrie ») proclame la création du Corps franc danois. Le ministre des Affaires étrangères du Danemark, Erik Scavenius, a conclu un accord avec le Reichsbevollmächtigter selon lequel les officiers et les soldats de l'armée royale danoise souhaitant rejoindre ce corps seraient autorisés à rester et à conserver leur rang. Le cabinet danois a annoncé que le lieutenant-colonel Christian Peder Kryssing, chef du 5e régiment d'artillerie à Holbæk, avait, avec l'accord du gouvernement royal danois, pris le commandement de l'unité militaire. Le Corps franc danois était l'une des "quatre légions" établies par la Waffen-SS en 1941. À l'origine, le nombre de recrues acceptées en 1941 était de 1 164 hommes.
Le rôle du gouvernement danois dans la formation du Corps libre au Danemark est aujourd'hui contesté. Certaines autorités affirment que le corps d'armée était unique parmi les légions de volontaires étrangers se battant pour Hitler en ce qu'il portait la sanction officielle de son gouvernement d'origine. D'autres affirment que le gouvernement danois a peut-être sanctionné la formation du corps mais qu'il n'a pas formé lui-même le corps.

## Recrutement
On estime qu'environ 6 000 Danois ont servi dans le corps libre danois.
Une étude réalisée en 1998 a montré que la moyenne des recrues au sein du Corps danois étaient des sympathisants nazis, anti-soviétiques et / ou membres de la minorité allemande au Danemark, et que le recrutement était socialement très large. Bo Lidegaard note : « La relation entre la population et le corps d'armée était glaciale et les légionnaires en congé sont entrés en conflit avec des civils rencontrant les volontaires du corps d'armée avec un mépris massif. » Lidegaard donne les chiffres suivants pour 1941 : 6 000 citoyens danois s'étaient inscrits et avaient été approuvés pour le service militaire allemand, et 1 500 d'entre eux appartenaient à la minorité allemande au Danemark. La moitié des plus de 12 000 Danois qui se sont initialement portés volontaires pour le service actif étaient considérés comme inaptes au service actif.

## Service actif

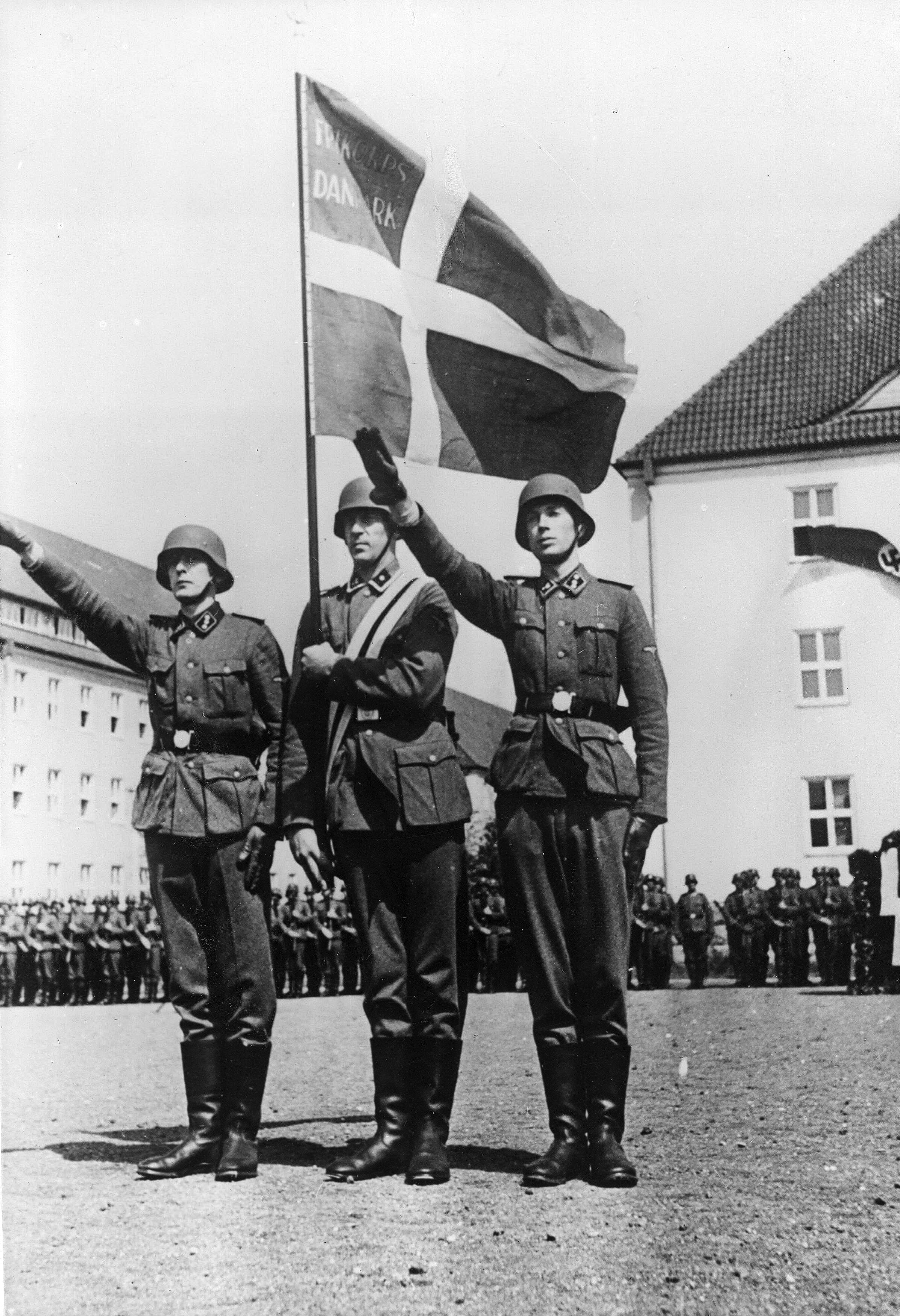
Des membres du Corps franc danois prêtent serment en 1941.

Avec environ 1 000 recrues, le corps fut envoyé à la caserne Langenhorn de Hambourg pour y suivre un entraînement de base à la fin de juillet 1941. Peu avant le 15 septembre, la force est considérée comme opérationnelle et envoyée à Owińska, en Pologne.
Christian Peder Kryssing fut licencié en février 1942 pour insuffisance d'adhésion idéologique au nazisme. Il a été transféré à l'artillerie où il mit fin à sa carrière de général.
Christian Frederik von Schalburg — un aristocrate russo-danois, anticommuniste et membre du DNSAP, remplaça Kryssing à la tête du Frikorps Danmark.
Le 8 mai 1942, le corps d'armée est envoyé au front. Le corps a combattu près de Demiansk au sud du lac Ilmen et de Novgorod. Schalburg a été tué au combat dans la nuit du 2 juin. Hans Albert von Lettow-Vorbeck, son remplaçant allemand, a été tué quelques jours plus tard. Le 11 juillet 1942, Knud Børge Martinsen prit le commandement du corps.
D'août à octobre, le corps rentre au Danemark au cours duquel il rencontre beaucoup d'hostilité de la part de la population civile. Le 13 novembre 1942, le corps d'armée est déployé à Jelgava, en Lettonie. À l'origine, il était destiné à des activités anti-partisanes, mais a été déployé vers la ligne de front. En décembre, le corps d'armée se livra à la bataille de Velikié Louki, aux côtés de la 1re brigade d'infanterie SS.
En mars, le corps a été transféré à Grafenwöhr, près de Nuremberg, en Allemagne, opérant jusqu'à sa dissolution le 6 juin 1943. La plupart des soldats ont été transférés au « Régiment 24 Dänemark » de la Division Nordland. D'autres ont rejoint des groupes tels que le HIPO-korpset ou le Corps Schalburg,.

## Ordre de marche et dénominations successive
| Date       | Nom                                           | Corps d'armée                                 | Garnison      | Articulation               |
| ---------- | --------------------------------------------- | --------------------------------------------- | ------------- | -------------------------- |
|            | SS Freiwilligen Verbande Nordwest             | Wehrmacht Heerstruppe - 16 Armée Nord         | Hambourg      |                            |
| 15/07/1941 | SS Freiwilligen Verbande Danemark             | Wehrmacht Heerstruppe - 16 Armée Nord         |               |                            |
| 15/09/1941 | SS Freikorps Danemark                         | Wehrmachr Heerstruppe - 16 Armée Nord         | Posen-Treskau |                            |
| 07/03/1942 | SS Grenadier Régiment Danemark                | 1 SS Brigade                                  | Grafenwohr    | I. 1-4, II. 5-8, III. 9-16 |
| Eté 1943   | SS Grenadier Régiment Danemark                | 11 SS PanzerGrenadier Division '' Nordland '' | Grafenwohr    |                            |
| 22/10/1943 | 24 SS PanzerGrenadier Régiment '' Danemark '' | 11 SS PanzerGrenadier Division '' Nordland '' | Grafenwohr    |                            |

## Commandants
| № | Photo | Commandant                                                          | Prise de commandement | Fin de commandement | Temps passé à la tête du corps |
| - | ----- | ------------------------------------------------------------------- | --------------------- | ------------------- | ------------------------------ |
| 1 |       | SS-Obersturmbannführer Christian Peder Kryssing (1891-1976)         | 19 juillet 1941       | 23 février 1942     | 219 jours                      |
| - |       | SS-Hauptsturmführer Knud Børge Martinsen (1905-1949) Par intérim    | 23 février 1942       | 27 février 1942     | 4 jours                        |
| 2 |       | SS-Obersturmbannführer Christian Frederik von Schalburg (1905-1942) | 1er mars 1942         | 2 juin 1942 †       | 93 jours                       |
| - |       | SS-Sturmbannführer Knud Børge Martinsen (1905-1949) Par intérim     | 2 juin 1942           | 9 juin 1942         | 7 jours                        |
| 3 |       | SS-Obersturmbannführer Hans-Albert von Lettow-Vorbeck (1901–1942)   | 9 juin 1942           | 11 juin 1942 †      | 2 jours                        |
| 4 |       | SS-Sturmbannführer Knud Børge Martinsen (1905-1949)                 | 11 juin 1942          | 21 mars 1943        | 283 jours                      |
| - |       | SS-Sturmbannführer Poul Neergaard-Jacobsen (?-?) Par intérim        | 21 mars 1943          | 20 mai 1943         | 60 jours                       |